# A Very Special Favor
A Very Special Favor is een Amerikaanse romantische komedie uit 1965 onder regie van Michael Gordon. De film, met in de hoofdrollen Rock Hudson en Leslie Caron, werd destijds in Nederland uitgebracht onder de titel Champagne en sex.

## Verhaal
Paul Chadwick is een rijke olieman die in Parijs voor het gerecht moet verschijnen tegenover advocaat Michel Boullard. Met zijn charme maakt hij indruk op de vrouwelijke rechter en wordt vrijgelaten. Kort daarna besluit Boullard naar New York te reizen, waar hij zijn dochter Lauren wil opzoeken. Hij heeft haar vijfentwintig jaar geleden voor het laatst gezien, kort na de scheiding van zijn Amerikaanse vrouw, die hem verliet omdat hij flirtte met een andere dame. Op het vliegtuig komt hij Chadwick tegen en geeft toe dat hij bitter is omdat Paul vanwege zijn charme de rechtszaak heeft gewonnen. Chadwick belooft hem daarop dat hij bij hem in het krijt staat.
Eenmaal in New York aangekomen komt Boullard erachter dat Lauren een zeer succesvolle psychologe is. Hij gelooft echter dat ze weinig passie in haar leven meemaakt; haar verloofde Arnold Plum is in zijn ogen een pushover die haar niet veel kan bieden. Hij schakelt de hulp van Chadwick in om wat vurige romantiek in haar leven te brengen. Chadwick, een ware womanizer, is hiervoor de geschikte kandidaat, maar hij heeft aanvankelijk weinig interesse. Wanneer Boullard dreigt om de rechtszaak weer een nieuw leven in te blazen, stemt hij pas toe.
Chadwick doet zich voor als patiënt van Boullard en verzint een verhaal dat hij vrouwen niet durft af te wijzen omdat een aanbidster uit het verleden zelfmoord heeft gepleegd nadat hij haar afwees. Aanvankelijk is de verhouding tussen Chadwick en Lauren strikt professioneel, maar hier komt verandering in wanneer ze hem op een avond mee uit eten neemt om aan te tonen dat hij prima kan genieten van uitgaansgelegenheden zonder angst dat vrouwen hem zullen verleiden. Aan het einde van de avond brengt Chadwick een veel te dronken Lauren mee naar huis en geeft de volgende ochtend de indruk dat ze het bed met elkaar hebben gedeeld.
Wanneer Lauren weer bij zinnen komt is ze in eerste instantie gechoqueerd, maar realiseert zich uiteindelijk dat het voorval in scène is gezet. Ze bedenkt samen met haar vader een plan om wraak te nemen op Paul. Ze maakt Chadwick zeer jaloers door te vertellen over een zogenaamde Spaanse minnaar op wie ze smoorverliefd is geworden. Met de hulp van een telefoonoperator maakt Chadwick op zijn beurt Lauren weer jaloers en uiteindelijk worden ze met elkaar herenigd. 

## Rolverdeling
| Acteur        | Personage                   |
| ------------- | --------------------------- |
| Rock Hudson   | Paul Chadwick               |
| Leslie Caron  | Dr. Lauren Boullard         |
| Charles Boyer | Michel Boullard             |
| Walter Slezak | Etienne                     |
| Dick Shawn    | Arnold Plum                 |
| Larry Storch  | Harry, de taxichauffeur     |
| Nita Talbot   | Mickey, de telefoonoperator |
| Norma Varden  | Moeder Plum                 |
| George Furth  | Pete                        |

## Achtergrond
Nog voordat de film werd uitgebracht, uitte Rock Hudson openlijk zijn ongenoegen met de inhoud van de film; hij bekritiseerde de aard van de luchtige romantische komedie en noemde het scenario smaakloos.
De film werd door de Nederlandse pers met matig enthousiasme ontvangen. De Waarheid noemde het "al met al een leuke film met een sterke rolbezetting, kleurig en fleurig opgediend." Het Vrije Volk vond het verhaal niet origineel, "maar onder regie van Michael Gordon [is de film] dan toch weer zo kleurig, fleurig en goed verzorgd in den brede opgedist, dat het er wel weer met smaak in wil." Ook het Nieuwsblad van het Noorden noemde het een "plezierige film". De Tijd klaagde echter over de komische kwaliteit: "[De film heeft] het soort humor, dat op bruiloften en partijen pas grappig wordt bevonden, als de wijn in de kan al lang plaats heeft moeten maken voor de wijsheid van de man."